# Cha Cha Sing
Singles de Berryz Kōbō
Be Genki -Naseba Naru!-
(2012) Want!
(2012)
Singles par Berryz Kōbō x Cute (Berikyū)
Chō Happy Song
(2012)
Cha Cha Sing (écrit : cha cha SING) est le 29e single du groupe de J-pop Berryz Kōbō (en excluant les collaborations), sorti en 2012.

## Présentation
Le single, produit par Tsunku, sort le 25 juillet 2012 au Japon sur le label Piccolo Town. Il atteint la 6e place du classement des ventes de l'Oricon. Il sort également dans trois éditions limitées avec des pochettes différentes, notées "A" et "B" avec chacune en supplément un DVD différent, et "C" sans DVD. Il sort aussi au format "single V" (DVD contenant le clip vidéo) une semaine après, le 1er août 2012.
Le single contient trois chansons, plus leurs versions instrumentales. C'est le premier single du groupe à contenir trois chansons différentes, et le premier avec une chanson interprétée en solo par une des membres. C'est son second single à être consacré à une reprise, après Dschinghis Khan en 2008.
La chanson-titre Cha Cha Sing est en effet une reprise d'une populaire chanson thaïlandaise du chanteur P'Bird, qui a pour titre original Let's sing (Row Mah Sing en thaïlandais) ; Tsunku a écrit les paroles de cette version japonaise et en a modifié la mélodie. La deuxième chanson, Loving you too much, est aussi une reprise de P'bird, celle de sa chanson Too much So much Very much, encore plus populaire.
La troisième chanson, Momochi! Yurushite Nyan Taisô, est un titre original interprété en solo par l'une des membres du groupe, Momoko Tsugunaga (sous son surnom "Momochi"), et fait référence à un geste populaire de la chanteuse : le "Yurushite Nyan" (« pardonnez moi » en japonais). Son clip vidéo figure également sur la version "single V" (DVD), avec celui de la chanson-titre. Une version remixée de cette chanson (Yurusanyai Remix)
La chanson-titre figurera d'abord sur la compilation de fin d'année du Hello! Project Petit Best 13, puis sur l'album Berryz Mansion 9 Kai qui sort en janvier 2013, ainsi que sur la compilation Berryz Kōbō Special Best Vol.2 de 2014. La troisième chanson figurera aussi sur Petit Best 13, ainsi que sur l'album mais dans une version remixée sous-titrée Yurusanyai Remix.

## Formation
Membres créditées sur le single :
- Saki Shimizu
- Momoko Tsugunaga
- Chinami Tokunaga
- Māsa Sudō
- Miyabi Natsuyaki
- Yurina Kumai
- Risako Sugaya

## Liste des titres
Single CD
1. Cha Cha Sing (cha cha SING?)
2. Loving You Too Much (Loving you Too much?)
3. Momochi! Yurushite Nyan Taiso (ももち!許してにゃん♡体操?) / Momochi (Tsugunaga Momoko feat. Berryz Kobo) (ももち（嗣永桃子 feat. Berryz工房）?)
4. Cha Cha Sing (Instrumental) (cha cha SING...?)
5. Loving You Too Much (Instrumental) (Loving you Too much...?)
6. Momochi! Yurushite Nyan Taisô (Instrumental) (ももち!許してにゃん♡体操...?)

DVD de l'édition limitée "A"
1. Cha Cha Sing (Dance Shot Ver.)

DVD de l'édition limitée "B"
1. Cha Cha Sing (Close-up Berryz Kobo Ver.)

Single V (DVD)
1. Cha Cha Sing (cha cha SING?) (clip vidéo)
2. Momochi! Yurushite Nyan Taiso (ももち!許してにゃん♡体操?) / Momochi (Tsugunaga Momoko feat. Berryz Kobo) (clip vidéo)
3. Making Eizō (メイキング映像?)